# Atomu Mizuishi
Atomu Mizuishi (水石 亜飛夢 Mizuishi Atomu?,  Prefectura de Kanagawa, Japón, 1 de enero de 1996) es un actor japonés, afiliado a Straight. Es conocido por su papel de Renji Yanagi en los musicales de The Prince of Tennis. "Atomu" no es su verdadero nombre, sino que es un seudónimo tomado del personaje principal de la serie Tetsuwan Atomu.

## Biografía
Mizuishi nació el 1 de enero de 1996 en la prefectura de Kanagawa, Japón. Durante la escuela secundaria fue capitán del club de kendō y participó en varios torneos. Debutó como actor en 2012, tras ser seleccionado para el papel de Renji Yanagi en la segunda temporada de los musicales de The Prince of Tennis. En 2014, apareció en el drama televisivo Garo: Makai no Hana, donde interpretó el rol antagonista de Crow.
En 2015, participó en la obra clásica Hamlet, donde se desempeñó como el primer presidente. En 2017, Mizuishi asistió a la edición número treinta del Festival Internacional de Cine de Tokio como parte del elenco de Hungry Lion, siendo este el estreno mundial de la película.

## Filmografía

### Televisión
- Garo: Makai no Hana (TV Tokyo, 2014) como Crow
- Garo: Makai Retsuden (TV Tokyo, 2016) como Crow
- Toto Neechan (NHK, 2016)
- Moribito series (NHK, 2017)
- Cecil no Mokuromi (Fuji TV, 2017) como Atom Mizuhashi
- Morimura Seiichi no Munesue keiji (TV Tokyo, 2017) como Kibō Ozaki
- Papa katsu (Fuji TV, 2017) como Yūichi Udagawa
- Like la Leyenda (Televisa, 2018) como Akira
- Mashin Sentai Kiramager (TV Asahi, 2020) como Shiguru Oshikiri / Kirama Blue

### Películas
- Jinro Gemu Crazy Fox (2015) como Yoshitaka Shiigamoto
- Resentment Ghost (2016) como Yōsuke Saga
- Iyana onna (2016)
- Corpse Party: Book of Shadows (2016) como Kensuke Kurosaki
- Haha ~kobayashi takiji no haha no monogatari~ (2017) como Sango Kobayashi
- Bukyoku (2017) como Capitán Sako
- Kuronogeizā jikū no musubime (2017) como Halcyon
- Ryūma saiban (2017) como Tani
- Fullmetal Alchemist (2017) como Alphonse Elric (voz)
- Hana wa Saku ka (2018) como Takeo Iwasaki

### Teatro
- The Prince of Tennis
  - Seigaku vs. Rikkai (2012) como Renji Yanagi
  - Seigaku Farewell Party (2012) como Renji Yanagi
  - Seigaku vs. Higa (2012) como Renji Yanagi
  - Dream Live 2013 como Renji Yanagi
  - Undoukai 2014 como Renji Yanagi
  - Seigaku vs. Rikkai ~ Nationals (2014) como Renji Yanagi
  - Dream Live 2014 como Renji Yanagi
- Rōdoku geki ~shippo no naka ma-tachi 3~ (2013)
- Rīdingu to uta de tsudzuru ~kurisumasu Kyaroru~ (2013)
- Rōdoku geki ~yoru hanashi~ (2014)
- Mama to boku tachi 〜o benki ~yo iyaiya BABYS〜 (2014)
- Artist.Japan NEXT vol.1 (2015)
- Mokkai! Ni! (2015)
- Artist.Japan NEXT vol. 2 (2015)
- Rōdoku geki 〜madō-shi wa heibon o nozomu〜 (2015)
- Artist.Japan NEXT vol.3 (2015)
- Gekidan matsumotokazumi daigokai kōen (2015)